# Castellar de la Muela
Castellar de la Muela bezeichnet einen Ort und eine Gemeinde (municipio) mit 19 Einwohnern (Stand: 2024) im Osten der Provinz Guadalajara in der Autonomen Gemeinschaft Kastilien-La Mancha in Zentralspanien.

## Lage und Klima
Castellar de la Muela liegt im Iberischen Gebirge in einer Höhe von 1225 m. Die Entfernung zur südsüdwestlich gelegenen Provinzhauptstadt Guadalajara beträgt ca. 100 Kilometer (Fahrtstrecke). Das Klima ist gemäßigt warm, innerhalb eines Jahres fallen 585 mm Niederschlag.

## Bevölkerungsentwicklung
| Jahr      | 1960 | 1970 | 1981 | 1991 | 2001 | 2011 | 2021 |
| Einwohner | 203  | 115  | 83   | 63   | 37   | 38   | 33   |

## Sehenswürdigkeiten

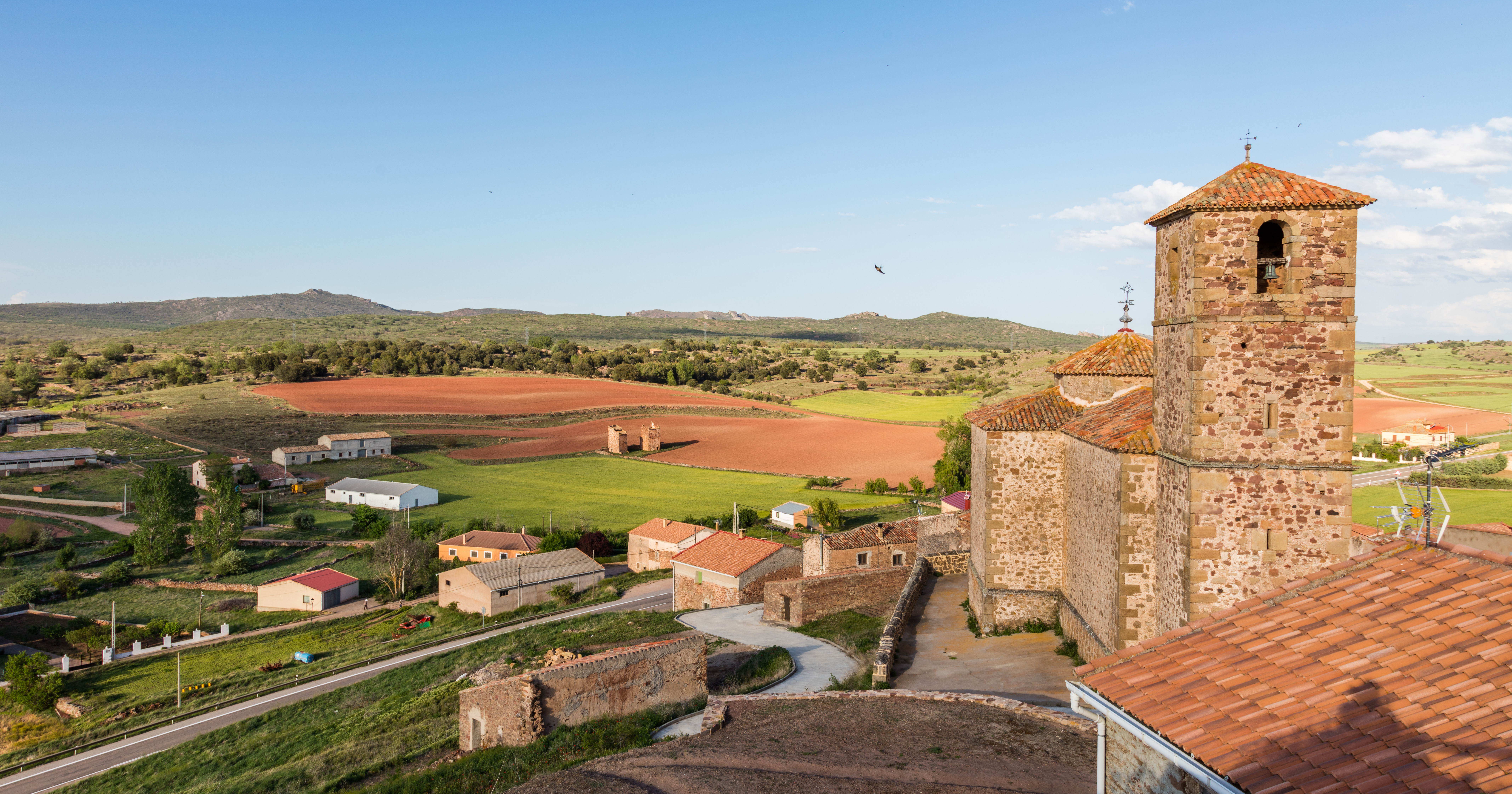
Michaeliskirche
- Marienkapelle

- Michaeliskirche